# League of Legends Champions Korea
La League of Legends Champions Korea (LCK) est le championnat professionnel coréen de League of Legends organisée par Riot Games en collaboration avec la Korean e-Sports Association.

## Histoire
En 2012, la LCK est créée sous la forme d'un tournoi sur invitation organisé par OnGameNet. Au printemps 2015, le tournoi devient une ligue de huit équipes et est renommé League of Legends Champions Korea (LCK). Pour le segment estival, le nombre d'équipe passe à dix. Dans les années 2010, la Corée du Sud possède les meilleures équipes et les meilleurs joueurs du jeu League of Legends. Entre 2015 et 2017, la LCK domine le reste du monde et envoie deux équipes en finale du championnat du monde de League of Legends. Concurrencé par l’arrivée d'équipes chinoises et coréennes, le championnat coréen adopte le système de franchises en ligue fermée qu’il met en place à partir de 2021.
De grandes entreprises sud-coréennes comme le groupe Samsung, KIA ou les opérateurs téléphoniques sponsorisent les équipes très tôt. La LCK est un phénomène de société en Corée du Sud, la ligue de jeu vidéo la plus populaire du pays créé des vocations, joueur esport est le cinquième métier le plus populaire parmi les étudiants coréens selon le ministère de l’éducation coréen, si bien que l'esport est ajouté aux Jeux asiatiques de 2022 organisés dans le pays.

## Palmarès
| Année | Segment     | Vainqueur           | Finaliste            |
| ----- | ----------- | ------------------- | -------------------- |
| 2012  | Printemps   | MiG Blaze           | MiG Frost            |
| 2012  | Été         | Azubu Frost         | CLG Europe           |
| 2013  | Hiver       | Najin Sword         | Azubu Frost          |
| 2013  | Printemps   | MVP Ozone           | CJ Entus Blaze       |
| 2013  | Été         | SK Telecom T1 2     | KT Rolster Bullets   |
| 2014  | Hiver       | SK Telecom T1 K     | Samsung Galaxy Ozone |
| 2014  | Printemps   | Samsung Galaxy Blue | Najin White Shield   |
| 2014  | Été         | KT Rolster Arrows   | Samsung Galaxy Blue  |
| 2015  | Printemps   | SK Telecom T1       | GE Tigers            |
| 2015  | Été         | SK Telecom T1       | KT Rolster           |
| 2016  | Printemps   | SK Telecom T1       | ROX Tigers           |
| 2016  | Été         | ROX Tigers          | KT Rolster           |
| 2017  | Printemps   | SK Telecom T1       | KT Rolster           |
| 2017  | Été         | Longzhu Gaming      | SK Telecom T1        |
| 2018  | Printemps   | Kingzone DragonX    | Afreeca Freecs       |
| 2018  | Été         | KT Rolster          | Griffin              |
| 2019  | Printemps   | SK Telecom T1       | Griffin              |
| 2019  | Été         | SK Telecom T1       | Griffin              |
| 2020  | Printemps   | T1                  | Gen.G                |
| 2020  | Été         | Damwon Gaming       | DRX                  |
| 2021  | Printemps   | DWG KIA             | Gen.G                |
| 2021  | Été         | DWG KIA             | T1                   |
| 2022  | Printemps   | T1                  | Gen.G                |
| 2022  | Été         | Gen.G               | T1                   |
| 2023  | Printemps   | Gen.G               | T1                   |
| 2023  | Été         | Gen.G               | T1                   |
| 2024  | Printemps   | Gen.G               | T1                   |
| 2024  | Été         | Hanwha Life Esports | Gen.G                |
| 2025  | LCK Cup     | Hanwha Life Esports | Gen.G                |
| 2025  | Road to MSI | Gen.G               | T1                   |
| 2025  | Été         | -                   | -                    |

## Équipes en lice
| Équipe              | Joueurs                   | Joueurs                   | Joueurs                 | Joueurs                    | Joueurs                  | Entraîneur(s)               |
| Équipe              | Toplaner                  | Jungler                   | Midlaner                | AD Carry                   | Support                  | Entraîneur(s)               |
| ------------------- | ------------------------- | ------------------------- | ----------------------- | -------------------------- | ------------------------ | --------------------------- |
| BNK FearX           | Clear (Song Hyeon-min)    | Raptor (Jeon Eo-jin)      | VicLa (Lee Dae-kwang)   | Diable (Nam Dae-geun)      | Kellin (Kim Hyeong-gyu)  | Ryu (Ryu Sang-wook)         |
| BNK FearX           | Clear (Song Hyeon-min)    | Raptor (Jeon Eo-jin)      | VicLa (Lee Dae-kwang)   | Diable (Nam Dae-geun)      | Kellin (Kim Hyeong-gyu)  | Joker (Cho Jae-eup)         |
| DN Freecs           | DuDu (Lee Dong-ju)        | Pyosik (Hong Chang-hyeon) | BuLLDoG (Lee Tae-young) | Berserker ( Kim Min-cheol) | Life (Kim Jeong-min)     | RapidStar (Jung Min-sung)   |
| DN Freecs           | DuDu (Lee Dong-ju)        | Pyosik (Hong Chang-hyeon) | BuLLDoG (Lee Tae-young) | Berserker ( Kim Min-cheol) | Life (Kim Jeong-min)     | FanTaSy (Jeong Myeong-hoon) |
| DN Freecs           | DuDu (Lee Dong-ju)        | Pyosik (Hong Chang-hyeon) | BuLLDoG (Lee Tae-young) | Berserker ( Kim Min-cheol) | Life (Kim Jeong-min)     | Punch (Son Min-hyuk)        |
| Dplus KIA           | Siwoo (Jeon Si-woo)       | Lucid (Choi Yong-hyeok)   | ShowMaker (Heo Su)      | Aiming (Kim Ha-ram)        | BeryL (Cho Geon-hee)     | Bengi (Bae Seong-woong)     |
| Dplus KIA           | Siwoo (Jeon Si-woo)       | Lucid (Choi Yong-hyeok)   | ShowMaker (Heo Su)      | Aiming (Kim Ha-ram)        | BeryL (Cho Geon-hee)     | Hachani (Ha Seung-chan)     |
| Dplus KIA           | Siwoo (Jeon Si-woo)       | Lucid (Choi Yong-hyeok)   | ShowMaker (Heo Su)      | Aiming (Kim Ha-ram)        | BeryL (Cho Geon-hee)     | PoohManDu (Lee Jeong-hyeon) |
| DRX                 | Rich (Lee Jae-won)        | Sponge (Bae Young-jun)    | ucal (Son Woo-hyeon)    | Teddy (Park Jin-seong)     | Andil (Moon Gwan-bin)    | Ssong (Kim Sang-soo)        |
| DRX                 | Rich (Lee Jae-won)        | Sponge (Bae Young-jun)    | ucal (Son Woo-hyeon)    | Teddy (Park Jin-seong)     | Andil (Moon Gwan-bin)    | Crush (Kim Jun-seo)         |
| DRX                 | Rich (Lee Jae-won)        | Juhan (Lee Ju-han)        | ucal (Son Woo-hyeon)    | Teddy (Park Jin-seong)     | Andil (Moon Gwan-bin)    | Frozen (Kim Tae-il)         |
| Gen.G               | Kiin (Kim Gi-in)          | Canyon (Kim Geon-bu)      | Chovy (Jeong Ji-Hoon)   | Ruler (Park Jae-hyuk)      | Duro (Joo Min-kyu)       | KIM (Kim Jeong-soo)         |
| Gen.G               | Kiin (Kim Gi-in)          | Canyon (Kim Geon-bu)      | Chovy (Jeong Ji-Hoon)   | Ruler (Park Jae-hyuk)      | Duro (Joo Min-kyu)       | Helper (Kwon Yeong-jae)     |
| Gen.G               | Kiin (Kim Gi-in)          | Canyon (Kim Geon-bu)      | Chovy (Jeong Ji-Hoon)   | Ruler (Park Jae-hyuk)      | Duro (Joo Min-kyu)       | Lyn (Kim Da-bin)            |
| Hanwha Life Esports | Zeus (Choi Woo-je)        | Peanut (Han Wang-ho)      | Zeka (Kim Geon-woo)     | Viper (Park Do-hyeon)      | Delight (Yoo Hwan-joong) | DanDy (Choi In-kyu)         |
| Hanwha Life Esports | Zeus (Choi Woo-je)        | Peanut (Han Wang-ho)      | Zeka (Kim Geon-woo)     | Viper (Park Do-hyeon)      | Delight (Yoo Hwan-joong) | Mowgli (Lee Jae-ha)         |
| KT Rolster          | PerfecT (Lee Seung-min)   | Cuzz (Moon Woo-chan)      | Bdd (Gwak Bo-seong)     | deokdam (Seo Dae-gil)      | Way (Han Gil)            | Score (Go Dong-bin)         |
| KT Rolster          | PerfecT (Lee Seung-min)   | Cuzz (Moon Woo-chan)      | Bdd (Gwak Bo-seong)     | deokdam (Seo Dae-gil)      | Way (Han Gil)            | Museong (Kim Moo-seong)     |
| Nongshim RedForce   | Kingen (Hwang Seong-hoon) | Sylvie (Lee Seung-bok)    | Fisher (An Hyeon-seo)   | Jiwoo (Jung Ji-woo)        | Lehends (Son Si-woo)     | Chelly (Park Seung-jin)     |
| Nongshim RedForce   | Kingen (Hwang Seong-hoon) | Sylvie (Lee Seung-bok)    | Fisher (An Hyeon-seo)   | Jiwoo (Jung Ji-woo)        | Lehends (Son Si-woo)     | Crazy (Kim Jae-hee)         |
| Nongshim RedForce   | Kingen (Hwang Seong-hoon) | Sylvie (Lee Seung-bok)    | Fisher (An Hyeon-seo)   | Jiwoo (Jung Ji-woo)        | Lehends (Son Si-woo)     | SSUN (Kim Tae-yang)         |
| OKSavingsBank BRION | Morgan (Park Ru-han)      | HamBak (Ham Yoo-jin)      | Clozer (Lee Ju-hyeon)   | Hype (Byeon Jeong-hyeon)   | Pollu (Oh Dong-gyu)      | Edgar (Choi Woo-beom)       |
| OKSavingsBank BRION | Morgan (Park Ru-han)      | HamBak (Ham Yoo-jin)      | Clozer (Lee Ju-hyeon)   | Bull (Song Seon-gyu)       | Pollu (Oh Dong-gyu)      | GuGer (Kim Do-yeop)         |
| T1                  | Doran (Choi Hyeon-joon)   | Oner (Mun Hyeon-jun)      | Faker (Lee Sang-hyeok)  | Gumayusi (Lee Min-hyeong)  | Keria (Ryu Min-seok)     | kk0ma (Kim Jeong-gyun)      |
| T1                  | Doran (Choi Hyeon-joon)   | Oner (Mun Hyeon-jun)      | Faker (Lee Sang-hyeok)  | Gumayusi (Lee Min-hyeong)  | Keria (Ryu Min-seok)     | Mata (Cho Se-hyeong)        |
| T1                  | Doran (Choi Hyeon-joon)   | Oner (Mun Hyeon-jun)      | Faker (Lee Sang-hyeok)  | Gumayusi (Lee Min-hyeong)  | Keria (Ryu Min-seok)     | Tom (Im Jae-hyeon)          |